# Andrij Ljubowezkyj
Andrij Ljubowezkyj (ukrainisch Андрій Любовецький; englische Transkription Andrey Lyubovetskiy; * 1990 oder 1991) ist ein professioneller ukrainischer Pokerspieler. Er ist zweifacher Braceletgewinner der World Series of Poker.

## Pokerkarriere

### Werdegang
Ljubowezkyj spielt seit November 2009 Onlinepoker. Er nutzt die Nicknames Andre_Hansen (PokerStars), SmbCall911 (partypoker) sowie Helli_Hansen (Full Tilt Poker) und spielt bei GGPoker unter seinem echten Namen. Seine Online-Turniergewinne liegen bei mehr als 3 Millionen US-Dollar.
Seine erste Geldplatzierung bei einem Live-Pokerturnier erzielte Ljubowezkyj Anfang April 2011 bei der Russian Poker Series in Kiew. An gleicher Stelle gewann er im September 2013 bei einem Side-Event der Eurasian Poker Tour auch sein erstes Live-Turnier und sicherte sich den Hauptpreis von rund 8000 US-Dollar. Mitte Juli 2016 war der Ukrainer erstmals bei der World Series of Poker (WSOP) im Rio All-Suite Hotel and Casino in Paradise am Las Vegas Strip erfolgreich und kam beim in der Variante No Limit Hold’em gespielten Little One for One Drop in die Geldränge. Als aufgrund der COVID-19-Pandemie erstmals die World Series of Poker Online ausgespielt wurde, erzielte er ab Juli 2020 sechs Geldplatzierungen auf GGPoker und erreichte dabei einen Finaltisch bei einem Turboturnier. Im November 2021 spielte Ljubowezkyj bei der World Series of Poker Europe im King’s Resort in Rozvadov und erzielte vier Geldplatzierungen. Nach Erfolgen bei Turnieren in Pot Limit Omaha gewann er das teuerste Event auf dem Turnierplan, das Platinum High Roller mit einem Buy-in von 25.000 Euro, und sicherte sich seine bislang höchste Auszahlung von knapp 520.000 Euro sowie ein Bracelet. Mitte März 2022 belegte der Ukrainer beim High Roller der European Poker Tour in Prag den mit über 400.000 Euro dotierten zweiten Platz. Auch bei der EPT in Monte-Carlo gelangte er einen Monat später bei einem eintägigen High-Roller-Event an den Finaltisch und erhielt als Vierter rund 175.000 Euro. Mitte November 2022 gewann Ljubowezkyj das Abschlussturnier der World Series of Poker Europe und sicherte sich sein zweites Bracelet sowie knapp 50.000 Euro.
Insgesamt hat sich Ljubowezkyj mit Poker bei Live-Turnieren knapp 2,5 Millionen US-Dollar erspielt.

### Braceletübersicht
Ljubowezkyj kam bei der WSOP 28-mal ins Geld und gewann zwei Bracelets:
| Jahr   | Buy-in (in €) | Turnier                          | Teilnehmer | Preisgeld (in €) |
| ------ | ------------- | -------------------------------- | ---------- | ---------------- |
| 2021 E | 25.000        | Platinum High Roller             | 072        | 518.430          |
| 2022 E | 01.000        | No-Limit Hold’em Turbo Freezeout | 211        | 045.606          |